# Liste der größten Eishockeystadien der Welt

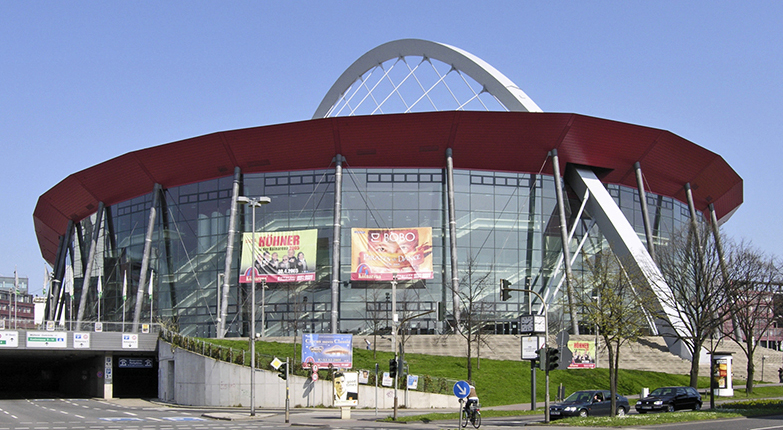
Die 18.500 Zuschauer fassende Lanxess Arena ist die größte Eishockeyarena Europas

Die Liste der größten Eishockeystadien führt alle Stadien weltweit auf, die über eine fest installierte oder installierbare Eishockeyfläche nach internationalen (61 × 30 m) oder nordamerikanischen (56 × 26 m) Vorschriften verfügen und deren aktuelle offizielle Zuschauerkapazität mindestens 10.000 Plätze beträgt. Ab dieser Größe wird oftmals von einem Eishockey-Großstadion gesprochen. Es werden jeweils das Jahr der Eröffnung, die Zuschauerkapazität sowie die Eishockeymannschaften, die regelmäßig Spiele im jeweiligen Stadion austragen, genannt. Derzeit gibt es 160 Hallen und Eisstadien, die die genannten Voraussetzungen erfüllen. 

## Erklärung
- Platz: Nennt den Ranglistenplatz, den das Stadion seiner offiziellen Zuschauerkapazität nach in der Liste belegt.
- Kapazität: Nennt die offiziellen Zuschauerkapazität des Stadions bei Eishockeyspielen.[2][3] Hierbei kann es sich sowohl um Sitz- als auch um Stehplätze handeln. Noch nicht eröffnete sowie geschlossene Arenen sind nicht berücksichtigt. Die in der Liste aufgeführten offiziellen Zuschauerkapazitäten befinden sich auf dem Stand des 18. Septembers 2008.
- Name: Nennt den Namen des Stadions.
- Stadt: Nennt die Stadt, in der das Stadion steht.
- Land: Nennt das Land, in dem das Stadion liegt. Es wird die Nationalflagge dargestellt und der dreistellige ISO-3166-1-Code genannt.
- Kontinent: Nennt den Kontinent, auf dem das Stadion liegt.
- Eröffnung: Nennt das Jahr, in dem das Stadion eröffnet wurde.
- Nutzer: Nennt die Eishockeymannschaften, die regelmäßig Spiele im jeweiligen Stadion austragen. Wird das Stadion nicht regelmäßig genutzt oder tragen Mannschaften nur ausnahmsweise Spiele in dem jeweiligen Stadion aus (beispielsweise Länderspiele, Finalspiele, Derbys), ist kein Nutzer angegeben (–). Andere Sportarten, die in den Hallen ausgetragen werden, sind in dieser Liste nicht berücksichtigt.

Anmerkung: Die Liste ist sortierbar: durch Anklicken eines Spaltenkopfes wird die Liste nach dieser Spalte sortiert, zweimaliges Anklicken kehrt die Sortierung um. Durch das Anklicken zweier Spalten hintereinander lässt sich jede gewünschte Kombination erzielen.

## Stadien
| Platz | Kapazität | Name                                                | Stadt            | Land | Kontinent   | Eröffnung | Nutzer                             |
| ----- | --------- | --------------------------------------------------- | ---------------- | ---- | ----------- | --------- | ---------------------------------- |
| 1     | 22.500    | Saitama Super Arena                                 | Saitama          | JPN  | Asien       | 2000      | –                                  |
| 2     | 21.500    | SKA-Arena                                           | Sankt Petersburg | RUS  | Europa      | 2023      | SKA St. Petersburg                 |
| 3     | 21.273    | Centre Bell                                         | Montréal         | CAN  | Nordamerika | 1996      | Canadiens de Montréal              |
| 4     | 20.000    | Greensboro Coliseum                                 | Greensboro       | USA  | Nordamerika | 1959      | –                                  |
| 5     | 19.758    | Amalie Arena                                        | Tampa            | USA  | Nordamerika | 1996      | Tampa Bay Lightning                |
| 6     | 19.717    | United Center                                       | Chicago          | USA  | Nordamerika | 1994      | Chicago Blackhawks                 |
| 7     | 19.519    | Wells Fargo Center                                  | Philadelphia     | USA  | Nordamerika | 1996      | Philadelphia Flyers                |
| 8     | 19.515    | Little Caesars Arena                                | Detroit          | USA  | Nordamerika | 2017      | Detroit Red Wings                  |
| 9     | 19.300    | Scotiabank Arena                                    | Toronto          | CAN  | Nordamerika | 1999      | Toronto Maple Leafs                |
| 10    | 19.285    | Scotiabank Saddledome                               | Calgary          | CAN  | Nordamerika | 1983      | Calgary Flames Calgary Hitmen      |
| 11    | 19.250    | Amerant Bank Arena                                  | Sunrise          | USA  | Nordamerika | 1998      | Florida Panthers                   |
| 12    | 19.250    | Enterprise Center                                   | St. Louis        | USA  | Nordamerika | 1994      | St. Louis Blues                    |
| 13    | 19.153    | Canadian Tire Centre                                | Ottawa           | CAN  | Nordamerika | 1996      | Ottawa Senators                    |
| 14    | 18.926    | Rocket Mortgage FieldHouse                          | Cleveland        | USA  | Nordamerika | 1994      | Cleveland Monsters                 |
| 15    | 18.700    | Nationwide Arena                                    | Columbus         | USA  | Nordamerika | 2000      | Columbus Blue Jackets              |
| 16    | 18.690    | KeyBank Center                                      | Buffalo          | USA  | Nordamerika | 1996      | Buffalo Sabres                     |
| 17    | 18.680    | Lenovo Center                                       | Raleigh          | USA  | Nordamerika | 1999      | Carolina Hurricanes                |
| 18    | 18.672    | Capital One Arena                                   | Washington, D.C. | USA  | Nordamerika | 1997      | Washington Capitals                |
| 19    | 18.641    | Rogers Place                                        | Edmonton         | CAN  | Nordamerika | 2016      | Edmonton Oilers Edmonton Oil Kings |
| 20    | 18.630    | Rogers Arena                                        | Vancouver        | CAN  | Nordamerika | 1995      | Vancouver Canucks                  |
| 21    | 18.600    | Lanxess Arena                                       | Köln             | GER  | Europa      | 1998      | Kölner Haie                        |
| 22    | 18.532    | American Airlines Center                            | Dallas           | USA  | Nordamerika | 2001      | Dallas Stars                       |
| 23    | 18.482    | Centre Vidéotron                                    | Québec           | CAN  | Nordamerika | 2015      | Remparts de Québec                 |
| 24    | 18.280    | Moda Center                                         | Portland         | USA  | Nordamerika | 1995      | Portland Winterhawks               |
| 24    | 18.280    | Madison Square Garden                               | New York City    | USA  | Nordamerika | 1963      | New York Rangers                   |
| 27    | 18.187    | PPG Paints Arena                                    | Pittsburgh       | USA  | Nordamerika | 2010      | Pittsburgh Penguins                |
| 28    | 18.118    | Crypto.com Arena                                    | Los Angeles      | USA  | Nordamerika | 1999      | Los Angeles Kings                  |
| 29    | 18.064    | Xcel Energy Center                                  | St. Paul         | USA  | Nordamerika | 2000      | Minnesota Wild                     |
| 30    | 18.036    | Paycom Center                                       | Oklahoma City    | USA  | Nordamerika | 2002      | Oklahoma City Blazers              |
| 31    | 18.007    | Ball Arena                                          | Denver           | USA  | Nordamerika | 1999      | Colorado Avalanche                 |
| 32    | 17.800    | Toyota Center                                       | Houston          | USA  | Nordamerika | 2003      | –                                  |
| 33    | 17.799    | Desert Diamond Arena                                | Glendale         | USA  | Nordamerika | 2003      | Arizona Coyotes                    |
| 34    | 17.654    | Legacy Arena                                        | Birmingham       | USA  | Nordamerika | 1982      | –                                  |
| 35    | 17.625    | Prudential Center                                   | Newark           | USA  | Nordamerika | 2007      | New Jersey Devils                  |
| 36    | 17.624    | State Farm Arena                                    | Atlanta          | USA  | Nordamerika | 1999      | –                                  |
| 37    | 17.565    | TD Garden                                           | Boston           | USA  | Nordamerika | 1995      | Boston Bruins                      |
| 38    | 17.500    | T-Mobile Arena                                      | Paradise         | USA  | Nordamerika | 2016      | Vegas Golden Knights               |
| 41    | 17.500    | The O₂ Arena                                        | London           | GBR  | Europa      | 2007      | –                                  |
| 41    | 17.500    | Target Center                                       | Minneapolis      | USA  | Nordamerika | 1990      | –                                  |
| 44    | 17.496    | SAP Center                                          | San José         | USA  | Nordamerika | 1993      | San Jose Sharks                    |
| 45    | 17.383    | FirstOntario Centre                                 | Hamilton         | CAN  | Nordamerika | 1985      | –                                  |
| 46    | 17.353    | Kia Center                                          | Orlando          | USA  | Nordamerika | 2010      | Orlando Solar Bears                |
| 47    | 17.245    | AO Arena                                            | Manchester       | GBR  | Europa      | 1995      | –                                  |
| 47    | 17.220    | Freedom Hall                                        | Louisville       | USA  | Nordamerika | 1956      | –                                  |
| 48    | 17.200    | Value City Arena at the Jerome Schottenstein Center | Columbus         | USA  | Nordamerika | 1998      | Ohio State Buckeyes                |
| 49    | 17.174    | Honda Center                                        | Anaheim          | USA  | Nordamerika | 1993      | Anaheim Ducks                      |
| 50    | 17.113    | Bridgestone Arena                                   | Nashville        | USA  | Nordamerika | 1997      | Nashville Predators                |
| 51    | 17.100    | Climate Pledge Arena                                | Seattle          | USA  | Nordamerika | 2021      | Seattle Kraken                     |
| 51    | 17.100    | CHI Health Center Omaha                             | Omaha            | USA  | Nordamerika | 2003      | Hartford Nebraska-Omaha Mavericks  |
| 53    | 17.096    | BOK Center                                          | Tulsa            | USA  | Nordamerika | 2008      | Tulsa Oilers                       |
| 54    | 17.031    | PostFinance-Arena                                   | Bern             | SUI  | Europa      | 1970      | SC Bern                            |
| 55    | 17.000    | O₂ Arena                                            | Prag             | CZE  | Europa      | 2004      | HC Sparta Prag                     |
| 55    | 17.000    | Oakland Arena                                       | Oakland          | USA  | Nordamerika | 1966      | –                                  |
| 57    | 16.839    | Northlands Coliseum                                 | Edmonton         | CAN  | Nordamerika | 1974      | –                                  |
| 58    | 16.606    | Thomas & Mack Center                                | Las Vegas        | USA  | Nordamerika | 1983      | –                                  |
| 59    | 16.500    | Smoothie King Center                                | New Orleans      | USA  | Nordamerika | 1999      | –                                  |
| 60    | 16.300    | Tacoma Dome                                         | Tacoma           | USA  | Nordamerika | 1983      | –                                  |
| 61    | 16.234    | Nassau Veterans Memorial Coliseum                   | Hempstead        | USA  | Nordamerika | 1972      | –                                  |
| 62    | 16.210    | Footprint Center                                    | Phoenix          | USA  | Nordamerika | 1992      | Phoenix RoadRunners                |
| 63    | 16.160    | Pacific Coliseum                                    | Vancouver        | CAN  | Nordamerika | 1967      | Vancouver Giants                   |
| 64    | 16.005    | Kia Forum                                           | Inglewood        | USA  | Nordamerika | 1967      | –                                  |
| 65    | 16.000    | Allstate Arena                                      | Rosemont         | USA  | Nordamerika | 1979      | Chicago Wolves                     |
| 65    | 16.000    | Simmons Bank Arena                                  | Little Rock      | USA  | Nordamerika | 1999      | Arkansas RiverBlades               |
| 65    | 16.000    | VyStar Veterans Memorial Arena                      | Jacksonville     | USA  | Nordamerika | 2003      | –                                  |
| 68    | 15.795    | Barclays Center                                     | New York City    | USA  | Nordamerika | 2012      | New York Islanders                 |
| 69    | 15.490    | Gainbridge Fieldhouse                               | Indianapolis     | USA  | Nordamerika | 1999      | Indianapolis Ice                   |
| 70    | 15.294    | Canada Life Centre                                  | Winnipeg         | CAN  | Nordamerika | 2004      | Winnipeg Jets                      |
| 71    | 15.237    | Kohl Center                                         | Madison          | USA  | Nordamerika | 1998      | Wisconsin Badgers                  |
| 72    | 15.181    | Wells Fargo Arena                                   | Des Moines       | USA  | Nordamerika | 2005      | Iowa Wild                          |
| 73    | 15.025    | Arena Zagreb                                        | Zagreb           | CRO  | Europa      | 2008      | KHL Medveščak Zagreb               |
| 74    | 15.000    | Kisstadion                                          | Budapest         | HUN  | Europa      | 1960      | –                                  |
| 74    | 15.000    | Minsk-Arena                                         | Minsk            | BLR  | Europa      | 2010      | HK Dinamo Minsk                    |
| 77    | 14.716    | XL Center                                           | Hartford         | USA  | Nordamerika | 1974      | Hartford Wolf Pack                 |
| 78    | 14.496    | Tauron Arena                                        | Krakau           | POL  | Europa      | 2014      | –                                  |
| 79    | 14.475    | Sportovní hala Fortuna                              | Prag             | CZE  | Europa      | 1962      | HC Sparta Prag                     |
| 80    | 14.311    | SaskTel Centre                                      | Saskatoon        | CAN  | Nordamerika | 1988      | Saskatoon Blades                   |
| 81    | 14.200    | Uber Arena                                          | Berlin           | GER  | Europa      | 2008      | Eisbären Berlin                    |
| 82    | 14.119    | Avicii Arena                                        | Stockholm        | SWE  | Europa      | 1989      | AIK, Djurgårdens IF                |
| 83    | 14.100    | Spectrum Center                                     | Charlotte        | USA  | Nordamerika | 2005      | Charlotte Checkers                 |
| 84    | 14.000    | Delta Center                                        | Salt Lake City   | USA  | Nordamerika | 1991      | –                                  |
| 84    | 14.000    | Accor Arena                                         | Paris            | FRA  | Europa      | 1984      | –                                  |
| 85    | 13.941    | MVP Arena                                           | Albany           | USA  | Nordamerika | 1990      | Albany River Rats                  |
| 86    | 13.800    | Frost Bank Center                                   | San Antonio      | USA  | Nordamerika | 2002      | San Antonio Rampage                |
| 86    | 13.800    | Save Mart Center                                    | Fresno           | USA  | Nordamerika | 2003      | Fresno Falcons                     |
| 88    | 13.730    | Arizona Veterans Memorial Coliseum                  | Phoenix          | USA  | Nordamerika | 1965      | –                                  |
| 89    | 13.707    | Bon Secours Wellness Arena                          | Greenville       | USA  | Nordamerika | 1998      | –                                  |
| 90    | 13.665    | Helsinki Halli                                      | Helsinki         | FIN  | Europa      | 1995      | Jokerit                            |
| 91    | 13.600    | SAP Arena                                           | Mannheim         | GER  | Europa      | 2005      | Adler Mannheim                     |
| 92    | 13.500    | Nokia-areena                                        | Tampere          | FIN  | Europa      | 2021      | Tappara Tampereen Ilves            |
| 93    | 13.450    | Intrust Bank Arena                                  | Wichita          | USA  | Nordamerika | 2010      | Wichita Thunder                    |
| 94    | 13.400    | PSD Bank Dome                                       | Düsseldorf       | GER  | Europa      | 2006      | Düsseldorfer EG                    |
| 95    | 13.000    | Hallenstadion                                       | Zürich           | SUI  | Europa      | 1939      | ZSC Lions                          |
| 96    | 12.888    | Veterans Memorial Coliseum                          | Portland         | USA  | Nordamerika | 1960      | Portland Winterhawks               |
| 97    | 12.823    | Heritage Bank Center                                | Cincinnati       | USA  | Nordamerika | 1975      | Cincinnati Cyclones                |
| 98    | 12.822    | Barclays Arena                                      | Hamburg          | GER  | Europa      | 2002      | –                                  |
| 99    | 12.500    | Malmö Arena                                         | Malmö            | SWE  | Europa      | 2008      | Malmö Redhawks                     |
| 99    | 12.500    | Thialf                                              | Heerenveen       | NED  | Europa      | 1967      | Heerenveen Flyers                  |
| 100   | 12.440    | Brookshire Grocery Arena                            | Bossier City     | USA  | Nordamerika | 1998      | Bossier-Shreveport Mudbugs         |
| 101   | 12.350    | Eispalast Sankt Petersburg                          | Sankt Petersburg | RUS  | Europa      | 1999      | SKA Sankt Petersburg               |
| 102   | 12.239    | DCU Center                                          | Worcester        | USA  | Nordamerika | 1982      | Worcester Sharks                   |
| 104   | 12.126    | Megasport-Arena                                     | Moskau           | RUS  | Europa      | 2006      | –                                  |
| 105   | 12.100    | Donald L. Tucker Center                             | Tallahassee      | USA  | Nordamerika | 1981      | –                                  |
| 106   | 12.068    | Cajundome                                           | Lafayette        | USA  | Nordamerika | 1985      | –                                  |
| 107   | 12.044    | Scandinavium                                        | Göteborg         | SWE  | Europa      | 1971      | Frölunda HC                        |
| 108   | 12.011    | G-Drive Arena                                       | Omsk             | RUS  | Asien       | 2022      | HK Awangard Omsk                   |
| 109   | 12.000    | Swiss Life Arena                                    | Zürich           | SUI  | Europa      | 2022      | ZSC Lions                          |
| 109   | 12.000    | Bolschoi-Eispalast                                  | Sotschi          | RUS  | Europa      | 2012      | HK Sotschi                         |
| 109   | 12.000    | Makomanai-Hallenstadion                             | Sapporo          | JPN  | Asien       | 1970      | –                                  |
| 109   | 12.000    | Palais des Sports Pierre Mendès France              | Grenoble         | FRA  | Europa      | 1968      | –                                  |
| 109   | 12.000    | Arēna Rīga                                          | Riga             | LAT  | Europa      | 2006      | Dinamo Riga                        |
| 109   | 12.000    | First Interstate Arena                              | Billings         | USA  | Nordamerika | 1975      | –                                  |
| 109   | 12.000    | OVO Arena Wembley                                   | London           | GBR  | Europa      | 1934      | –                                  |
| 117   | 11.911    | Amica Mutual Pavilion                               | Providence       | USA  | Nordamerika | 1972      | Providence Bruins                  |
| 118   | 11.820    | Gatorade Center                                     | Turku            | FIN  | Europa      | 1989      | TPS Turku                          |
| 119   | 11.500    | Sportpalast Luschniki                               | Moskau           | RUS  | Europa      | 1980      | –                                  |
| 120   | 11.450    | Pala alpitour                                       | Turin            | ITA  | Europa      | 2005      | –                                  |
| 121   | 11.411    | FedExForum                                          | Memphis          | USA  | Nordamerika | 2004      | –                                  |
| 122   | 11.406    | Ralph Engelstad Arena                               | Grand Forks      | USA  | Nordamerika | 2000      | North Dakota Fighting Sioux        |
| 123   | 11.300    | Selland Arena                                       | Fresno           | USA  | Nordamerika | 1966      | –                                  |
| 124   | 11.271    | CFG Bank Arena                                      | Baltimore        | USA  | Nordamerika | 1962      | –                                  |
| 125   | 11.215    | Alliant Energy Center                               | Madison          | USA  | Nordamerika | 1967      | –                                  |
| 125   | 11.215    | Blue Cross Arena                                    | Rochester        | USA  | Nordamerika | 1956      | Rochester Americans                |
| 127   | 11.200    | Gas South Arena                                     | Duluth           | USA  | Nordamerika | 2003      | Atlanta Gladiators                 |
| 127   | 11.200    | Fort Worth Convention Center                        | Fort Worth       | USA  | Nordamerika | 1992      | –                                  |
| 127   | 11.200    | Long Beach Arena                                    | Long Beach       | USA  | Nordamerika | 1962      | –                                  |
| 130   | 11.089    | Cow Palace                                          | Daly City        | USA  | Nordamerika | 1971      | –                                  |
| 131   | 11.088    | Richmond Coliseum                                   | Richmond         | USA  | Nordamerika | 1971      | Richmond RiverDogs                 |
| 132   | 11.019    | Nutter Center                                       | Fairborn         | USA  | Nordamerika | 1990      | Dayton Bombers                     |
| 133   | 10.944    | Jim Norick Arena                                    | Oklahoma City    | USA  | Nordamerika | 1965      | –                                  |
| 134   | 10.834    | Van Andel Arena                                     | Grand Rapids     | USA  | Nordamerika | 1996      | Grand Rapids Griffins              |
| 135   | 10.796    | SAP Garden                                          | München          | GER  | Europa      | 2024      | EHC Red Bull München               |
| 136   | 10.783    | UW–Milwaukee Panther Arena                          | Milwaukee        | USA  | Nordamerika | 1950      | –                                  |
| 137   | 10.767    | ZAG-Arena                                           | Hannover         | GER  | Europa      | 1998      | –                                  |
| 138   | 10.595    | Scotiabank Centre                                   | Halifax          | CAN  | Nordamerika | 1970      | Halifax Mooseheads                 |
| 139   | 10.537    | North Charleston Coliseum                           | North Charleston | USA  | Nordamerika | 1993      | South Carolina Stingrays           |
| 140   | 10.500    | UnipolForum                                         | Mailand          | ITA  | Europa      | 1990      | –                                  |
| 140   | 10.500    | Giant Center                                        | Hershey          | USA  | Nordamerika | 2002      | Hershey Bears                      |
| 141   | 10.480    | Allen County War Memorial Coliseum                  | Fort Wayne       | USA  | Nordamerika | 1952      | Fort Wayne Komets                  |
| 142   | 10.440    | Spokane Arena                                       | Spokane          | USA  | Nordamerika | 1995      | Spokane Chiefs                     |
| 143   | 10.425    | Expo Hall                                           | Tampa            | USA  | Nordamerika | 1992      | –                                  |
| 144   | 10.285    | Eisstadion an der Brehmstraße                       | Düsseldorf       | GER  | Europa      | 1935      | DEG Youngsters                     |
| 145   | 10.257    | 3M Arena at Mariucci                                | Minneapolis      | USA  | Nordamerika | 1993      | Minnesota Golden Gophers           |
| 146   | 10.194    | enteria arena                                       | Pardubice        | CZE  | Europa      | 1947      | HC Moeller Pardubice               |
| 147   | 10.104    | Big Hat                                             | Nagano           | JPN  | Asien       | 1995      | –                                  |
| 148   | 10.100    | Maverik Center                                      | West Valley City | USA  | Nordamerika | 1997      | Utah Grizzlies                     |
| 149   | 10.029    | SNHU Arena                                          | Manchester       | USA  | Nordamerika | 2001      | Manchester Monarchs                |
| 150   | 10.000    | Håkons Hall                                         | Lillehammer      | NOR  | Europa      | 1993      | Lillehammer IK                     |